# 9054 Hippocastanum
9054 Hippocastanum eller 1991 YO är en asteroid i huvudbältet som upptäcktes den 30 december 1991 av den belgiske astronomen Eric W. Elst vid Haute-Provence-observatoriet. Den är uppkallad efter Hästkastanjesläktet.
Den tillhör asteroidgruppen Eunomia.